# Юсупов, Вакиль Бареевич
Вакиль Бареевич Юсупов (баш. Вәкил Барый улы Йосопов; 20 февраля 1952, д. Аминево, Баймакский район, Башкирская АССР — 14 марта 2025) — башкирский актёр, народный артист Республики Башкортостан (1993).

## Биография
Родился 20 февраля 1952 года в деревне Аминево Баймакского района Башкирской АССР в многодетной крестьянской семье.
С юности проявлял интерес к искусству — ещё в 15 лет ему доверили руководить сельским клубом.
В 1969 году был принят на театральный факультет Уфимского государственного института искусств, где обучался у Габдуллы Гилязева и Фардуны Касимовой.
В 1996 году прошёл переподготовку в Российском институте работников искусства и культуры в Москве.
С 1973 года с небольшими перерывами работал в Сибайском башкирском театре драмы имени Арслана Мубарякова.
В 1998—2000 годах был режиссёром Оренбургского государственного татарского театра драмы имени Мирхайдара Файзи.
С 2004 года возглавлял Сибайский детский театр «Сулпан», с 2005-го — Сибайскую государственную филармонию.
В 2013 году стал художественным руководителем Сибайского концертно-театрального объединения, объединившего театр и филармонию.
С 2002 года также преподавал в Сибайском колледже искусств.
Юсупов зарекомендовал себя как выдающийся актёр и режиссёр. Его репертуар включал характерные и комедийные роли: Садык («Чёртово племя»), Сильва и Анчугин («Старший сын», «Провинциальные анекдоты»), Сганарель («Дон-Жуан»), Галим, Альфанис, Абдулла — в постановках по пьесам Туфана Миннуллина, Лека Валеева, Флорида Булякова. Он также проявил режиссёрский талант в спектаклях «Любовь окаянная», «Любишь — не любишь?», «Спрячь любовника в шкаф», «Мымрёнок» и др.
Активно участвовал в развитии культурной жизни Сибая и Оренбурга, организовывал городские праздники, снимался в фильмах «Долгое-долгое детство» и «Отряд Таганок» по произведениям Мустая Карима. Его последней постановкой стал спектакль «Бабушка напрокат», премьера которого состоялась за десять дней до его ухода.
Умер 14 марта 2025 года на 74-м году жизни.

## Награды и звания
- Народный артист Республики Башкортостан (1993)[3].
- Заслуженный артист Башкирской АССР (1979).
- Член Союза театральных деятелей с 1979 года.
- Награждён медалью Всемирного курултая башкир, множеством почётных грамот Министерства культуры и Правительства Республики Башкортостан, а также грамотами администраций Сибая и Баймакского района.